# Анафілактичний шок
Анафілакти́чний шок (лат. shock anaphylacticum; англ. anaphylactic shock) — один із видів шоку, комплекс стрімких тяжких патологічних зрушень в організмі внаслідок розвитку генералізованої алергійної реакції негайного типу (анафілаксія) з наступним вивільненням різноманітних медіаторів, які швидко спричинюють різке збільшення ємності судинного русла, при цьому об'єм циркулюючої плазми (ОЦП) не забезпечує адекватну гемодинаміку; підвищення проникності кровоносних судин, порушення діяльності центральної нервової системи (ЦНС), обструкцію дихальних шляхів, спазм гладеньких м'язів.
Наявні джерела, які не виокремлюють анафілактичний шок та «анафілаксію», розглядаючи їх в одному розділі. Цей вид шоку відносять до дистрибутивних.
У людини таке загрозливе явище трапляється нечасто (переважно при переливанні крові, при введенні місцевих анестетиків, деяких антибіотиків, лікувальних сироваток та вакцин). При надходженні в окремі тканини речовин, які можуть спричинити анафілаксію, прояви її мають характер місцевих ушкоджень (виникають ураження слизових оболонок, шкіри, суглобів, окремих органів).

## Етимологія
Назва походить від поєднання грец. ἀνά — зворотний, грец. φύλαξις — захист та англ. shock — удар.

## Історичні відомості
Згадка про смерть легендарного єгипетського фараона Менеса від ужалення шершня десь у ХХХІ ст. до н. е. (про точне датування його життя існують суперечності), яка викарбувана начебто на його посмертній плиті, можливо є першим описанням анафілактичного шоку в людини. Вперше анафілактичну реакцію в собак на повторне введення їм екстракту з щупалець актиній відкрили в 1902 р. П. Портьє і Ш. Ріше, тоді ж вони запропонували термін «гостра системна анафілаксія». У 1903 році американський науковець Теобальд Сміт виявив анафілаксію у морських свинок на повторне введення імунної кінської сироватки. З початком використання імунних кінських сироваток з лікувальною і профілактичною метою алергійні реакції, подібні до описаного раніше експериментального феномену анафілаксії, були виявлені і в людей. Такі реакції почали позначати як анафілактичний шок. До 1940-х років лікувальні сироватки вважали основним етіологічним чинником цього виду шоку. Але у 1949 році Г. Волдботт повідомив про першу смерть від анафілактичного шоку після введення пеніциліну.

## Актуальність
З кожним роком збільшується кількість анафілактичних реакцій, особливо на ліки, найчастіше — на пеніцилін, при лікуванні яким їх спостерігають в 0,5—1,6 % хворих. Анафілактичний шок зі смертю пацієнта буває в 1 випадку на 7,5 млн ін'єкцій пеніциліну. У середині 1980-х років частота смертельних наслідків анафілактичного шоку при використанні рентгенконтрастних препаратів зросла до 9 випадків на 1 млн урографічних досліджень. Досить часто анафілактичний шок розвивається після укусу перетинчастокрилими комахами. Як вважають, смерть від «гострої серцевої недостатності» унаслідок цього в літній період у США настає в 10 % випадків.
Різке збільшення в усьому світі за останні 30 років частоти анафілактичного шоку є наслідком загального росту захворюваності на алергійні хвороби в цілому, на які страждає до 10 % населення земної кулі. Це пов'язують з бурхливим розвитком хімічної промисловості, забрудненням навколишнього середовища, широким використанням гербіцидів, інсектицидів, зростанням застосування лікарських засобів як при лікуванні людей, так й у тваринництві, рослинництві.
Існує думка, що збільшення частоти алергійних захворювань у промислово розвинутих країнах багато в чому пов'язане з ліквідацією або різким зменшенням циркуляції деяких інфекційних хвороб. Вважають, що імунна відповідь на сильні антигени збудників інфекційних захворювань конкурентно гальмує розвиток алергійних реакцій організму на слабші антигени. Не виключають того, що неспецифічна сенсибілізація збільшується й унаслідок зростання кількості профілактичних щеплень.

## Етіологія
Анафілактичний шок може виникнути внаслідок як справжньої системної анафілаксії — опосередкованої дегрануляції лаброцитів (тканинних базофілів, гладких клітин) і базофілів крові в результаті реакції антиген-антитіло, так і внаслідок анафілактоїдної реакції, тобто руйнування тих же клітин через безпосередній вплив на них речовин без участі комплексу антиген-антитіло.
Більшість таких хімічних сполук (у тому числі й лікарських препаратів) мають відносно просту молекулярну структуру, не можуть безпосередньо стимулювати вироблення антитіл (алергенів) і набувають антигенних властивостей лише після зв'язування з білками організму. Після цього вони можуть стимулювати вироблення антитіл—реагінів, а при повторному введенні в організм — спричинювати анафілактичний шок унаслідок розвитку справжньої системної анафілаксії. Однак деякі речовини можуть зумовити й пряму дегрануляцію лаброцитів і базофілів крові — анафілактоїдну реакцію, яка може виникнути при першому в житті введенні препарату та, набувши системного характеру, призводить до анафілактичного шоку. Такі речовини називають гаптенами. Системну анафілаксію й анафілактоїдну реакцію клінічно розрізнити неможливо. Повноцінними алергенами (справжніми антигенами) є зазвичай складні високомолекулярні сполуки, здатні безпосередньо індукувати синтез реагінів.
Найчастіше анафілактичний шок виникає через введення лікарських і діагностичних препаратів, при укусі певними комахами, рідко — при вживанні харчових продуктів. Практично будь-який лікарський або профілактичний препарат може сенсибілізувати організм людини і при повторному введенні спричинити анафілактичний шок. Одні ліки спричинюють шок частіше, інші — рідше, що пов'язано як з їхньою хімічною будовою, так і з особливостями їхнього метаболізму в організмі людини. Головними причинами виникнення цього виду шоку є:
- Лікування антибіотиками, у першу чергу β-лактамними, з яких найбільш алергогенним є пеніцилін через особливості його будови та метаболізму в організмі. Описані випадки розвитку анафілактичного шоку при першому в житті введенні пеніциліну. Цей феномен пояснюють попередньою латентною сенсибілізацією хворих до пеніциліну внаслідок його потрапляння в організм із харчовими продуктами, при вдиханні пилу, який містив молекули пеніциліну. В осіб з алергією на пеніцилін є небезпека розвитку анафілактичного шоку і на введення напівсинтетичних пеніцилінів (ампіциліну, амоксициліну, оксациліну) або цефалоспоринів, молекули яких теж містять β-лактамне кільце.
- Анафілактичний шок спостерігають при лікуванні інфекційних хвороб особливо часто при широкому застосуванні потенційно високоалергогенних препаратів (антибіотики, лікувальні сироватки тощо), ще й тому, що у патогенезі багатьох інфекційних хвороб велику роль має виразний алергійний компонент. Повними або справжніми алергенами є лікувальні гетерогенні сироватки, імуноглобуліни, діагностичні препарати, які нерідко використовують для лікування та діагностики інфекційних захворювань. Описано розвиток анафілактичного шоку навіть при постановці внутрішньошкірних діагностичних проб. Заміна гетерогенних сироваток людськими імуноглобулінами зменшила частоту анафілактичного шоку, але він може іноді розвинутися й за їхнього застосування, що пояснюється поганим очищенням від баластових речовин.
- Введення місцевих анестетиків (новокаїн, лідокаїн, тощо) без попередньої проби на чутливість може призвести до цього виду шоку особливо часто при стоматологічних маніпуляціях.
- Унаслідок забруднення препаратів різними алергенами анафілактичний шок може виникнути при переливанні сироваткового альбуміну, плазми, фібриногену, еритроцитарної маси.
- Введення вакцин — анафілактичний шок обумовлений головним чином домішками білків, які використовували для вирощування вірусів або бактерій, необхідних для приготування цих профілактичних препаратів. Інші інгредієнти, які використовують для готування вакцин (наприклад, антибіотики), також можуть бути причиною анафілактичного шоку при вакцинації. З поліпшенням технології культивування збудників, очищення вакцин, із заміною частини з них синтетичними хімічними препаратами частота анафілактичного шоку при вакцинації зменшилася.
- При деяких гельмінтозах може виникнути анафілактичний шок. У більшості випадків анафілактичний шок з тяжким перебігом і високою летальністю виникав у дітей до 15 років під час міграційної фази аскарид. Аналогічні випадки описані й в окремих хворих на трихінельоз, стронгілоїдоз, вухереріоз, цистицеркоз. Часто розвивається цей вид шоку при розривах ехінококових і альвеококових міхурів унаслідок одномоментного масивного надходження продуктів життєдіяльності гельмінта в кров.
- Анафілактичний шок на харчові продукти також спостерігають рідко, зазвичай він пов'язаний з наявністю в їжі домішок антибіотиків, ароматизаторів, хімічних барвників, гербіцидів. Найнебезпечнішими продуктами в цьому відношенні є яйця, молоко, горіхи, боби, арахіс, вироби зі здрібненого зерна (зокрема, кукурудзяні пластівці), ракоподібні й риба (особливо тріска). При гострих кишкових інфекціях описані випадки розвитку анафілактичного шоку на введення регідратаційних сумішей, які містять як лікувальний компонент лушпиння злакових зерен.

## Патогенез
Наявне уявлення про патогенез анафілактичний шок включає:
- наявність сенсибілізації та утворення антитіл до даного антигену;
- участь системи комплемента з утворенням під впливом протеолітичних ферментів з компонентів С3 та С5 «анафілатоксинів» — глікопротеїнів;
- вивільнення гістаміну;
- включення кінінової системи з масивним утворенням брадикініну та калідину;
- агрегацію формених елементів крові, тромбоутворення у найдрібніших кровоносних судинах, паравазальний набряк, порушення мозкового кровообігу.

Анафілактичний шок відносять до алергійних реакцій негайного типу. Спадкова схильність до анафілаксії не властива. На лікарські препарати вона виникає однаково часто як у здорових осіб, так у хворих на атопічні захворювання.
Виділяють імунологічну, патохімічну і патоморфологічну стадії анафілактичного шоку.
- Імунологічна стадія розвивається за повторного контакту сенсибілізованого організму з алергеном, який зв'язується з реагінами (принаймні, із двома — переважно IgE, рідше — з IgG4), які фіксовані на поверхні мембран лаброцитів та базофілів.
 Реагіни одним кінцем молекули з'єднуються зі специфічними рецепторами клітин — ефекторів (у першу чергу, лаброцитів), а іншим — з відповідними ділянками молекул алергену. Алерген, який може спричинити реакцію гіперчутливості негайного типу, має завжди два й більше місць зв'язування. Імунну відповідь може придушувати надлишок одновалентних молекул антигенів (вільного препарату або його метаболітів) через конкуренцію за ті ж самі рецептори з полівалентними молекулами того ж лікарського засобу чи сполуки. Тому імовірність, швидкість, сила розвитку алергійних реакцій на ліки визначає співвідношення концентрацій вільного і зв'язаного з носієм гаптена. Істотно можуть на це впливати і деякі ферменти плазми крові, здатні видаляти гаптени з молекул білків-носіїв. Унаслідок зв'язування полівалентних антигенів з реагінами утворюються «містки», які стягують рецептори мембран клітин-ефекторів, що спричинює їхню дегрануляцію зі звільненням великої кількості біологічно активних речовин.
Особливості клінічних проявів анафілактичного шоку певною мірою пояснюють переважною локалізацією лаброцитів в організмі. Найбільша їхня концентрація під епітелієм верхніх дихальних шляхів, у підслизовому і слизовому шарах травного тракту, шкірі, кістковому мозку, нервовій системі, в сполучній тканині навколо артеріол і венул. У різних індивідуумів розподіл лаброцитів і кількість базофілів у крові можуть значно варіювати, що, можливо, пояснює наявність різних варіантів перебігу анафілактичного шоку і визначає при всіх них провідну закономірність ураження серцево-судинної, центральної нервової і дихальної систем. Крім того, і розташування плазматичних клітин, які продукують IgE, так само може визначати виразність уражень різних систем при анафілактичному шоці. Ці клітини у великій кількості скупчуються в лімфоїдній тканині мигдаликів, мезентерійних і перибронхіальних лімфовузлах, безпосередньо в слизових оболонках дихальних шляхів і кишок.
- Патохімічна стадія починається з активації лаброцитів і кров'яних базофілів унаслідок приєднання до їхніх мембран рецепторів факторів анафілаксії (при зв'язуванні полівалентним антигеном двох і більше сусідніх молекул IgE) і дегрануляції цих клітин зі звільненням медіаторів. Причому активуватися може лише частина мембрани лаброцита (наприклад, звернена до просвіту кровоносної судини). Анафілактичний шок розвивається лише за системної дегрануляції лаброцитів і базофілів. Їхня місцева дегрануляція має захисний характер (наприклад, при паразитарних захворюваннях). Вона або нічим себе не виявляє, або спричинює місцеві ознаки негайної алергії.
 Деякі препарати (йодовмісні контрастні речовини, опіати, декстрани, міорелаксанти) можуть спричинювати системну дегрануляцію лаброцитів і базофілів як безпосередньо, так й унаслідок впливу на лаброцити активованих ліками фрагментів системи комплементу. Можуть діяти одночасно обидва механізми такої анафілактоїдної реакції, спричиняючи шок, який клінічно нічим не відрізняється від анафілактичного. Оскільки як патохімічна, так і патофізіологічна стадії генералізованої анафілактоїдної реакції і гострої системної анафілаксії також нічим не відрізняються, клінічна диференціація анафілактичного й анафілактоїдного шоків недоцільна та й нелогічна, на відміну від імунологічної диференціації анафілактичної і анафілактоїдної реакцій. Остання зазвичай характеризується лише легшим перебігом. Тому доцільно розглядати патогенез і клінічні прояви анафілактичного шоку незалежно від того, внаслідок анафілактоїдної реакції чи системної анафілаксії він розвинувся.
 Вважають, що саме медіатори лаброцитів і базофілів відіграють основну роль у патогенезі анафілактичного шоку, швидкість і тяжкість розвитку якого залежать від кількості медіаторів, що вивільняються, і їхніх співвідношень. Серед них виділяють медіатори, які депоновані в гранулах лаброцитів і одразу ж вивільнюються за їхньої активації (гістамін, гепарин, серотонін, протеази тощо), і медіатори, які синтезуються лише після активації клітин (фактор активації тромбоцитів, лейкотрієни, простагландини тощо). Синтез медіаторів вимагає витрат енергії клітинами, тому блокада енергоутворення гальмує в подальшому як синтез, так і викид медіаторів анафілаксії. Активація лаброцитів та еозинофілів супроводжується зменшенням вмісту в них циклічного аденозинмонофосфату (цАМФ), тому препарати, які збільшують його концентрацію (адреналін), патогенетично необхідні та є першочерговими препаратами вибору при наданні невідкладної допомоги. Частина первинних медіаторів анафілаксії спричинює міграцію у вогнища дегрануляції лаброцитів, інших клітин — еозинофілів, макрофагів, нейтрофілів, які, у свою чергу, виділяють речовини, які позначають як вторинні медіатори анафілаксії. Деякі з них (лейкотрієни С4, D4, E4, простагландин F2α) спричинюють бронхоспазм, гіперсекрецію в дихальних шляхах, підвищену проникність кровоносних судин та їхнє розширення на периферії, інші (приміром, простагландин Е2) породжують зворотний ефект або руйнують первинні медіатори, як, зокрема, гістаміназа руйнує гістамін.
 Таким чином, на клітинному рівні існує система зворотних зв'язків, що регулює активність лаброцитів і базофілів. Лише грубе порушення цієї регуляції спричинює анафілактичний шок. Унаслідок системної дегрануляції лаброцитів і базофілів анафілактичний шок розвивається в перші 30 хвилин після введення алергену. А системна активація еозинофілів, моноцитів і тромбоцитів тим же алергеном призводить до розвитку відстроченої фази анафілактичного шоку — зазвичай за 4—8 годин. Таким чином, для системної реакції необхідно усе-таки певний час, тому говорити про смерть від шоку «на кінці голки» невірно. Одночасно або послідовно (що, можливо, визначає швидкість розвитку і тяжкість шоку) відбувається первинна й індукована медіаторами лаброцитів і базофілів вторинна активація інших клітин імунної системи: макрофагів, В-лімфоцитів, плазматичних клітин, еозинофілів, нейтрофілів зі звільненням ними медіаторів, які як посилюють, так й пригнічують анафілаксію. Сумарний ефект цих медіаторів і визначає швидкість розвитку, тяжкість, клінічний варіант анафілактичного шоку. У тканинах органів-мішеней (насамперед респіраторного тракту і кровоносних судин) під впливом медіаторів анафілаксії активується синтез простагландинів, насамперед групи F, які спричинюють зниження в клітинах вмісту цАМФ і потім спазм гладеньких м'язів бронхів, кишок, матки, сечового міхура, гіперсекрецію носоглоткового і бронхіального слизу. Однак одночасно відбувається накопичення в тканинах простагландинів Е, які сприяють накопиченню у клітинах органів-мішеней анафілаксії цАМФ і спричинюють зворотний дії простагландинів групи F ефект. Сумарний вплив на організм цих чинників залежить від співвідношення їхнього початкового вмісту в тканинах, а також від кількості попередників і ферментів їхнього синтезу.
- Патофізіологічна стадія починається з того, що унаслідок комплексної дії перелічених медіаторів анафілаксії на клітини-мішені знижується судинний тонус, катастрофічно збільшується ємність венозного русла і розвивається судинний колапс (серце зазвичай утягується вторинно). Одночасно підвищується проникність капілярів мікроциркуляторного русла, що спричинює вихід рідкої частини плазми крові з судин у тканини з розвитком набряків і серозного запалення. Розвиваються бронхо- і ларингоспазм, набряк слизових оболонок верхніх дихальних шляхів, гіперсекреція слизу. Останнє може стати причиною обтурації дихальних шляхів. Спазм гладеньких м'язів травного тракту і набряк слизових оболонок, гіперсекреція призводять до дисфагії, нудоти, блювання. Можна спостерігати і короткочасну діарею. Можливий переймиподібний різкий біль унизу живота, спазми сечового міхура і матки з появою кров'янистих виділень, шкірний свербіж, кропив'янка, набряки губ, обличчя, статевих органів. Зменшується венозне повернення крові до серця без істотного зниження скорочувальної здатності міокарда, знижується об'єм циркулюючої плазми (ОЦП) — це призводить до невідповідності значно зрослій ємності судинного русла то́му зменшеному об'єму крові, яка циркулює. Внаслідок цього відбуваються серйозні гемодинамічні зміни, падає артеріальний тиск (АТ), температура тіла нижча за норму, виникає компенсаторна тахікардія, наростає задишка. Розвивається наростаюча циркуляційна гіпоксія і метаболічний ацидоз в тканинах, до яких приєднуються дихальні гіпоксія й алкалоз, що ще більшою мірою порушує функції життєво важливих органів і тканин. Може розвинутися інфаркт міокарда, закономірна поява гострої ниркової недостатності (ГНН).

Таким чином, притаманними для анафілактичного шоку є наступні патофізіологічні зміни:
- розширення кровоносних судин, переважно органів черевної порожнини, слизових оболонок та шкіри, зі збільшенням ємності кровоносного русла і розвитком відносної гіповолемії;
- підвищення проникності капілярів, що призводить до абсолютної гіповолемії через надходження великої кількості рідкої частини плазми крові в тканини;
- спазм гладеньких м'язів бронхів, бронхіол, трахеї, гортані, набряк їхніх слизових оболонок з одночасним розвитком бронхіальної та назофарингеальної гіперсекреції з наступною обструкцією дихальних шляхів і респіраторною гіпоксією;
- порушення регуляційної функції ЦНС як унаслідок прямої дії медіаторів анафілаксії, так й унаслідок гіпоксії;
- алергійне запалення шкіри і слизових оболонок з розвитком їхнього набряку та гіперсекреції залоз;
- спазм гладеньких м'язів травного тракту, сечового міхура, матки, посилення шлункової і кишкової перистальтики, секреції в частини хворих.

Смерть може настати від гострої серцево-судинної і дихальної недостатності, набряку легень і мозку, механічної асфіксії через ларинго- і бронхоспазм, гіперсекрецію слизу.
Раптову смерть від зупинки серцевої діяльності при укусі комахами зараз розглядають як кардіальний (серцевий) варіант блискавичного анафілактичного шоку, а таку ж смерть при явищах набряку-набухання головного мозку — як його церебральний (мозковий) варіант.

## Патологоанатомічні та патоморфологічні ушкодження

### Патологоанатомічні зміни
При патологоанатомічному дослідженні загиблих від анафілактичного шоку зазвичай виявляють набряк і спазм гладеньких м'язових елементів гортані, трахеї, бронхів, легенів, підвищений вміст слизового секрету аж до повної обтурації ним просвіту дихальних шляхів. У головному мозку — набряк-набухання, дрібні крововиливи в його речовині. Застійні явища у внутрішніх органах, набряк шкіри і розширення її кровоносних судин. Описані зміни можуть не встигнути виникнути при блискавичному перебігу анафілактичного шоку.

### Патоморфологічні зміни
При гістоморфологічному дослідженні препаратів внутрішніх органів виявляють еозинофільні інфільтрати в стінках альвеол, бронхіол, бронхів і трахеї, незапальний набряк паренхіми легенів, нирок, міокарда (нерідко з ознаками його інфаркту), речовини мозку, розширення і повнокров'я венозної частини капілярів. Після смерті від анафілактичного шоку в перші години виявляють дегрануляцію лаброцитів, набряк дерми й ознаки активації ендотелію судин. При смерті в пізніший термін додатково до цього з'являються інфільтрація органів-мішеней нейтрофілами, еозинофілами, базофілами, лімфоцитами, мононуклеарами, крововиливи, ушкодження судинної стінки з відкладеннями фібрину і формуванням картини васкуліту, ознаки виразної гіпоксії клітин і тканин.

## Клінічні ознаки
У МКХ-10 у розділі XIX «Травми, отруєння та деякі інші наслідки дії зовнішніх причин», підрозділі «Інші та неуточнені ефекти впливу зовнішніх причин» виділяють «Анафілактичний шок внаслідок дії харчових факторів» T78.0 і «Неспецифічний анафілактичний шок» (також під назвою алергійний шок, неспецифічна анафілактична реакція, анафілаксія) T78.2.

### Класифікація
Загальноприйнятої клінічної класифікації анафілактичного шоку на сьогодні немає.
За ступенем тяжкості виділяють легку, середньої тяжкості, тяжку і блискавичну форми анафілактичного шоку, що відповідає класифікації анафілактичного шоку за ступенями тяжкості:
- I ступінь — легка форма шоку.
- II ступінь — середньої тяжкості форма.
- III ступінь — тяжка форма.
- IV ступінь — вкрай тяжка форма (блискавична).

### Загальні риси
Прояви анафілактичного шоку відрізняє розмаїття клінічних симптомів, які можуть залежати від шляху введення алергену (і набагато меншою мірою — від його дози), від преморбідного тла і віку хворих. Найтяжчий перебіг шоку (нерідко — блискавичний) відмічають у хворих із серцево-судинними захворюваннями, в осіб, які страждають на рецидивувальну кропив'янку, бронхіальну астму, особливо які тривалий час отримували β-адреноблокатори або інгібітори ангіотензинперетворювального ферменту. При їхньому застосуванні відбувається виразне розширення периферійних судин, яке під впливом анафілактогенного чинника призводить до паралічу периферійного кровотоку. Смерть частіше відбувається у хворих старших 20 років.
У високосенсибілізованих хворих ані доза, ані шлях введення не грають вирішальної ролі у виникненні шоку. Найчастіше анафілактичний шок розвивається після внутрішньовенного (в/в) або внутрішньом'язового (в/м) введення дози антигену, яка може бути невеликою (наприклад, у межах всього 5-10 мл поліглюкіну у вену).
Іноді після виходу з анафілактичного шоку можуть з'явитися сильний озноб, значно підвищитися температура тіла, знову збільшитися загальна слабкість, задишка, ядуха, біль у ділянці серця, зниження артеріального тиску (АТ). Такі напади (рецидиви шоку) можуть повторюватися до 3—4 разів. Це пов'язують з поширенням медіаторів анафілаксії з місць їхнього скупчення в тканинах унаслідок поліпшення гемодинаміки, із вторинною дегрануляцією еозинофілів, тромбоцитів, моноцитів і недоліками антагоністів судинорозширювальних сполук, тобто, власне кажучи, формується відстрочений шок тяжчого ступеня.

### Синдроми клінічного перебігу анафілактичного шоку
У залежності від переважання клінічних ознак доцільне виділення кардіоваскулярного, бронхопульмонального, церебрального, абдомінального, шкірно-слизового, ренального та печінкового синдромів клінічного перебігу анафілактичного шоку:
- Кардіо-васкулярний синдром при цьому виді шоку спостерігають завжди, його характеризують різка слабкість, запаморочення, блідість шкіри, акроціаноз, зниження температури тіла, артеріального тиску (АТ) і центрального венозного тиску (ЦВТ), тахікардія, приглушеність тонів серця, олігурія.
- Бронхопульмональний синдром відбувається дуже часто, його характеризують задишка, утруднене дихання, нападоподібний болісний кашель, стридорозне (клекочуче) дихання, участь в акті дихання допоміжних м'язів, розсіяні сухі свистячі хрипи при аускультації, тотальний ціаноз, піна з рота, набряк слизових оболонок трахеї, гортані аж до механічної асфіксії.
- Церебральний синдром відбувається часто, окремі його прояви спостерігають завжди в перебігу цього виду шоку. Характеризують його збудження та загальмованість у різні терміни, страх смерті, сплутаність свідомості і її повна втрата, тонічні та клонічні судоми, парези, паралічі, мимовільні дефекація і сечовипускання, порушення ритму серцевої діяльності, зупинка серця та дихання.
- Абдомінальний синдром виникає практично виключно при надходженні алергену внутрішньо. Його характеризують нудота, блювання, дисфагія, біль у животі без певної локалізації, послаблення випорожнень, болісність і спазм петель тонкої кишки, меншою мірою — товстого.
- Шкірно-слизовий синдром завжди відбувається при нетяжкому перебігу шоку, при тяжкому — виключно по виходу з гемодинамічних розладів. Його характеризують сильний свербіж, почервоніння шкіри, папульозний, великоплямисто-папульозний та уртикарний висип, набряки типу Квінке обличчя, губ, статевих органів, слизових оболонок носа, ротоглотки, гіперемія і набряк кон'юнктив, склер, сльозотеча, чхання, ринорея (надмірне виділення з носа), першіння в горлі, поверхневий нападоподібний кашель. Прогностично сприятливим є переважання цього синдрому в клінічному перебігу шоку і взагалі початок анафілаксії з таких проявів.
- Ренальний синдром завжди відбувається при тяжкому перебігу, можливий при середньої тяжкості перебігу. Його характеризує біль у попереку, зниження діурезу, позитивний симптом постукування у попереці, протеїнурія, циліндрурія, еритроцитурія, анурія, уремічна кома.
- Печінковий синдром спостерігають вкрай рідко, лише при тяжкому перебігу цього шоку. Його визначає збільшення розмірів печінки, її болісність з незначним підвищенням активності амінотрансфераз, дуже рідко відбувається при цьому жовтяниця і гостра печінкова недостатність.

### Періоди шоку
У перебігу анафілактичного шоку виділяють такі періоди:
- прихований («інкубаційний») — від моменту надходження алергену до початку клінічних проявів;
- продромальний — від появи перших клінічних симптомів до розгорнутої картини шоку;
- розпалу;
- відновний.

Прихований (інкубаційний) період шоку може тривати від кількох секунд (смерть «на кінці голки» при блискавичній формі через 30 хвилин) до 6—8 годин. Тривалість прихованого періоду відповідає триванню імунологічної та імунохімічної стадій розвитку шоку.
«Пізній», «відстрочений» шок обумовлений, можливо тим, що переважає системна активація не лаброцитів та базофілів, а моноцитів, еозинофілів і нейтрофілів із превалюванням у початковій фазі медіаторів, які інгібують анафілаксію, та подальшим виснаженням цих регуляційних механізмів.
Існує залежність тривалості прихованого періоду від способу введення алергену (ліки) — при внутрішньовенному введенні він найкоротший, при прийомі через рот — зазвичай найтриваліший. В останньому випадку пізній розвиток шоку може бути обумовлений і тим, що його спричинюють не самі ліки, а високоалергенні метаболіти в організмі, а також переважанням не імуноопосередкованих (анафілактоїдних) реакцій.
До передвісників розвитку шоку (продромів) належать:
- прогресуючий неспокій;
- відчуття жару та приливу крові до обличчя, відчуття тепла, поколювання в кінцівках;
- сильний свербіж, уртикарний висип, набряк типу Квінке;
- сплутаність свідомості;
- відчуття здавлювання у грудях зі зростанням утруднення дихання.

### Легка форма (I ступінь)
Для легкої форми анафілактичного шоку властивий тривалий інкубаційний період — від 2 до 6—8 год, що частіше спостерігають при застосуванні ліків усередину, рідше — при їхньому внутрішньом'язовому введенні. Це ж буває і при внутрішньовенному введенні, якщо алергеном є не сам препарат, а продукт його тривалого метаболізму в організмі. У таких випадках внутрішньошкірні, під'язичні попередні проби завжди негативні та позбавлені змісту перед уведенням препарату (наприклад, перед застосуванням цефалоспоринів, але не пеніциліну!).
Для продромального періоду легкої форми анафілактичного шоку притаманні прояви у вигляді відчуття тепла, поколювання в кінцівках, слабкості, занепокоєння, сильного свербіжу, уртикарного висипу, набряків типу Квінке. З'являється нападоподібний кашель, утруднений видих, дертя в горлі, рясна сльозотеча, закладеність носа з наступними рясними серозними виділеннями, несильний, розлитий біль у животі з легким послабленням випорожнень, нудота.
При огляді хворих виявляють гіперемію обличчя, склерит, кон'юнктивіт, набряклість слизових оболонок ротоглотки і гортані, задишку, сухі хрипи, невелику тахікардію і приглушеність тонів серця.
Усі ці явища тривають від кількох десятків хвилин до 1 години, якщо пацієнту не надали медичну допомогу.
У період розпалу легкої форми анафілактичного шоку попередні скарги посилюються. З'являються блідість і похолодання шкіри кінцівок без акроціанозу, невелика задишка, більша тахікардія (пульс 90—100 на хвилину). АТ нормальний або дещо знижений. Вислуховують невелику приглушеність тонів серця, в легенях — сухі свистячі хрипи. ЦВТ, діурез не знижені.
Відновний період легкої форми шоку може тривати від кількох годин до 1—2 діб з повним відновленням гемодинаміки, дихання, зникненням ознак алергійного ураження шкіри і слизових оболонок, абдомінального і ренального синдромів, якщо вони були. Довше за все (до кількох днів) можуть зберігатися (а іноді й навіть посилюватися) свербіж шкіри, висип, набряки. Ускладнення дуже рідкі і мають переважно імунний характер (артрити, нефрит, міокардит). Слабкість, підвищена стомлюваність зберігаються не довше 2—3 днів.
Нерідкі випадки мимовільного виходу хворих з такого стану, які більше властиві для анафілактоїдних реакцій. Смертей при легкій формі анафілактичного шоку, як правило, не буває.

### Середньої тяжкості (II ступінь)
На відміну від його легкої форми, характеризується коротшим прихованим періодом та від однієї до кількох хвилин виразним продромальним періодом, меншим свербежем шкіри, слабкою поширеністю уртикарних висипань та інших проявів алергійного синдрому, більш бурхливим початком.
У період розпалу шоку хворі частіше, ніж при легкій формі, відчувають сильне занепокоєння, страх смерті, може бути короткочасна втрата свідомості, окремі судоми. Виразніша задишка, запаморочення, головний біль, розлитий біль у ділянці серця й у животі, нудота, блювання, послаблення випорожнень, відчуття стиснення за грудниною, нестачі повітря, нападоподібний кашель. У жінок можливі переймоподібні болісні скорочення матки, метрорагія. Зазвичай розвивається олігурія.
При огляді: хворі збуджені, шкіра бліда, холодна на дотик, з незначним акроціанозом. Не властиві, на відміну від легкої форми, шкірно-слизові прояви алергійного синдрому. Виразніша задишка, яка сягає 30 на хвилину, тахікардія доходить до 100—110 на хвилину, помірно знижені АТ (100/60—90/50 мм рт. ст.) і ЦВТ (40—50 мм вод. ст.).
Відновний період триваліший — від 1 до 4 діб, характеризується відносною артеріальною гіпотензією, лабільністю пульсу, іноді рецидивами бронхоспазму, окремих шкірних проявів анафілаксії. Нерідкі ускладнення — міокардит, нефрит, артрити, рідше — гостра ниркова недостатність, демієлінізуючі ураження нервової системи.
Смерть можлива частіше від ускладнень імунного генезу, що можуть розвиватися вже після 4—5-го дня від початку шоку.

### Тяжка форма (III ступінь)
Властивий короткий (від кількох десятків секунд до кількох хвилин, рідко — до 10—15 хвилин) прихований період, бурхливий початок з дуже коротким продромальним періодом, його сглаженістю або відсутністю, слабкою виразністю алергійного синдрому ураження шкіри і слизових оболонок, що частіше й сильніше виявляється на виході із шоку. Виразне збудження, страх смерті швидко змінюються відчуттям безвихідності, загальмованістю, сплутаністю свідомості.
Вже в початковий період переважають задишка, бронхо- і ларингоспазм, блідість і акроціаноз, похолодання шкірних покривів, тахікардія, значна приглушеність тонів серця, серйозне зниження АТ.
Для періоду розпалу притаманна втрата свідомості, виразні дихальна і серцево-судинна недостатність. Риси обличчя загострені, різка блідість шкірних покривів, ціаноз, холодний липкий піт, нерідко — піна з рота, стридорозне дихання. Задишка понад 40 на хвилину, тахікардія понад 120 ударів на хвилину, часто — порушення серцевого ритму, приглушеність тонів серця змінюється на виразну глухість, спостерігають АТ нижчий від 70/40—60/30 мм рт. ст., ЦВТ знижений до 20—10 мм вод. ст. Як прояв набряку-набухання головного мозку і подразнення його оболон, внутрішньочерепної гіпертензії часто відзначають тонічні та клонічні судоми, парези, паралічі. Нерідко бувають мимовільні дефекація і сечовипускання, розвивається анурія. Якщо хворі при свідомості, що при тяжкій формі шоку відзначають рідко, то може з'явитися різкий переймоподібний біль по всьому животі, аж до проявів гострого живота, а в жінок — сильні часті спазми матки, рясні кров'янисті виділення з статевих шляхів.
Дуже часто, навіть за вчасно початої інтенсивної терапії, хворі гинуть при явищах прогресування серцево-судинної, дихальної недостатності, набряку-набухання головного мозку, ГНН.
Відновний період тривалий, до тижня й довше, часті рецидиви у вигляді повторних раптових знижень АТ, посилення респіраторно-пульмонального й алергійного синдромів. Іноді загибель хворого може настати на тлі рецидиву.
Набагато частіше та раніше, ніж при нетяжких формах, уже на 2—4-у добу, розвиваються смертельні ускладнення. Раніше відбуваються і тяжче перебігають у першу чергу ускладнення імунного генезу, але часто з'являються гостра ниркова недостатність, гнійно-септичні процеси.
В одних випадках смерть настає упродовж 5-30 хвилин при явищах асфіксії, в інших — через 24-48 години та більше у зв'язку з незворотними змінами у життєво важливих органах, найчастіше від ниркової та серцево-судинної недостатності, шлунково-кишкових кровотеч.
При сприятливому закінченні після затухання гострих явищ у хворих ще деякий час можна спостерігати гарячку, адинамію, періодичне блювання, пронос, шкірний свербіж, кропивниця, біль у м'язах, животі, попереку, напади бронхіальної астми тощо.

### Блискавична форма (IV ступінь)
Ця вкрай тяжка форма виникає після внутрішньовенного введення ліків, укусу комахою, при потраплянні алергену під час оперативних утручань (раптова смерть на операційному столі). Характеризується вкрай нетривалим прихованим періодом — від кількох секунд до 1 хвилини, відсутністю продромального періоду і шкірно-слизового синдрому, галопувальним розвитком судинної недостатності зі швидкою втратою свідомості, судомами, гострою дихальною недостатністю. Зазвичай блискавична форма закінчується смертю від зупинки серця практично «на кінці голки». У таких випадках діагноз анафілактичного шоку встановлюють лише ретроспективно. Рідше причиною смерті є гостра дихальна недостатність з набряком легенів та/або механічною асфіксією внаслідок набряку верхніх дихальних шляхів, гіперсекреції, бронхоспазму, ларингоспазму чи гострої церебральної недостатності («мозкова смерть»).

## Ускладнення
Можуть бути специфічними, які пов'язані з тими ж патогенетичними механізмами, які обумовлюють й виникнення самого шоку, а також неспецифічні.

### Ранні специфічні ускладнення
Зазвичай є безпосередньою причиною смерті при шоці, до них відносять:
- набряк легенів;
- механічну асфіксію внаслідок набряку дихальних шляхів і гіперсекреції бронхіального слизу, ларингоспазму;
- набряку-набухання головного мозку;
- гостру ниркову недостатність;
- порушення серцевого ритму з зупинкою серця.

### Пізні неспецифічні ускладнення
Мають переважно імунний характер, вони обумовлені розвитком і прогресуванням автоімунних процесів, пусковим чинником яких був шок. До них відносять міокардити, перикардити, бронхіальну астму й астматичний бронхіт, гломерулонефрит, демієлінізуючі ураження нервової системи, енцефаліт, алергійний гепатит, рецидивну кропив'янку. Ці ускладнення частіше і раніше (уже з 4—5-го дня) розвиваються при тяжкій формі шоку, але нерідкі й після легкої форми, хоча в цьому випадку перебігають легше, зазвичай без смертей.

## Наслідки
Їх детермінує тяжкість перебігу анафілактичного шоку, вік хворих, преморбідне тло. Вони жорстко прямо пов'язані зі своєчасністю надання медичної допомоги та її адекватністю.
Блискавична форма характеризується майже 100 % летальністю. При тяжкій формі вона може досягати 60—70 % у літніх людей із серцево-судинними захворюваннями і звичайно настає в перші 30 хвилин. У дітей і осіб молодого віку летальність при тяжкій формі істотно нижча, при цьому до 70 % її випадків обумовлено гострою дихальною недостатністю внаслідок набряку слизових оболонок верхніх дихальних шляхів, гіперсекреції, бронхо- і ларингоспазму. У літніх людей домінуючою причиною смерті частіше є порушення серцевого ритму, набряк мозку.
Слід пам'ятати про наявність рефрактерного періоду протягом від 2—3 до 5 тижнів після перенесеного анафілактичного шоку, коли алергійні реакції негайного типу пригнічені, і у хворого може не виникати ніякої патологічної відповіді навіть на той препарат, який спричинив шок. Це сприяє неправильній діагностиці причини, яка породила шок, що може привести до повторного помилкового призначення цього ж препарату за кілька місяців або років по тому. Така помилка зазвичай веде до розвитку повторного анафілактичного шоку, ще більш тяжкого за перебігом, з високою летальністю.
Наслідки шоку залежать й від характеру його ускладнень. Найнесприятливіші вони при розвитку набряку легенів, набряку-набухання головного мозку, ГНН, а також при ранньому, з 4—5-го дня, розвитку імунних ускладнень у вигляді міокардиту, енцефаліту, висхідних паралічів типу Ландрі, гломерулонефриту. Описано загибель окремих хворих навіть за 2 тижні після виходу з анафілактичного шоку від алергійного енцефаломієлорадикулоневриту, тяжкого міокардиту із серцевою недостатністю. Тяжкий алергійний гепатит розвивається нечасто, але може бути пусковим чинником розвитку хронічного автоімунного гепатиту, а зрідка й приводити до появи фатальної гострої печінкової недостатності.

## Діагностика

### Клінічні критерії діагностики
Анафілаксія у вигляді відповідного шоку є вельми ймовірною, якщо відзначено один із трьох варіантів клінічного перебігу:
- Варіант А: при гострому її початку від кількох хвилин — до декількох годин визначають три такі критерії:

1. ураження шкіри, слизової оболонки, або їх одночасно (як от генералізована кропив'янка, свербіж, набряк губ, язика, язичка);
2. дихальна недостатність (задишка, сухі хрипи на слух на відстані, бронхоспазм, стридор, зниження максимальної швидкості видиху, гіпоксемія);
3. знижений артеріальний тиск або супутні прояви дисфункції (як от, непритомність, артеріальна гіпотензія, нетримання сечі).

- Варіант Б: після контакту з можливим алергеном від кількох хвилин до кількох годин визначають два або більше такі критерії:

1. ураження шкіри та слизової оболонки як і при варіанті А;
2. дихальна недостатність;
3. знижений артеріальний тиск;
4. супутні прояви як і у випадку варіанту А;
5. стійкі шлунково-кишкові розлади як от спастичний біль у животі та блювання.

- Варіант В: знижений артеріальний тиск одразу після дії відомого алергену від кількох хвилин до декількох годин:

- немовлята і діти: низький систолічний тиск з урахуванням віку або більш, ніж на 30 % зниження систолічного тиску;
- дорослі: систолічний тиск менше 90 мм рт. ст. або є зниження більше ніж 30 % порівняно з базовим тиском людини.

### Загальноклінічні методи дослідження
Зміни не носять специфічного характеру, але мають низку особливостей.
- Клінічний аналіз крові характеризується нормальними показниками еритроцитів, гемоглобіну та гематокриту при легкій і середньотяжкій формі шоку. При тяжкій формі і при затяжному перебігу (понад 1 добу) нетяжких форм виявляють помірне підвищення гематокриту внаслідок гемоконцентрації. Кількість лейкоцитів також збільшується в 1-у добу з цієї ж причини, а при легкій та середньотяжкій формах вона незначно підвищена лише в перші години. Одночасно можна спостерігати нейтрофільоз, анеозинофілію (зазвичай при тяжкій формі), які потім змінюються на лейкопенію з відносним лімфоцитозом і невеликою еозинофілією (вже з 2-ї доби хвороби). Нерідко такі ж зміни виявляють і в 1-у добу хвороби при легкій формі, особливо за наявності значного шкірно-слизового синдрому. Швидкість осідання еритроцитів (ШОЕ) в нормі, підвищується лише з появою ускладнень, особливо автоімунних або септичних. Тромбоцитопенія легкій формі не властива, але помірно виражена при тяжчих формах, не завжди пропорційно їхньої тяжкості. Необхідно зазначити, що при блискавичній формі нерідко зміни взагалі не встигають розвинутися.
- Зміни в клінічному аналізі сечі притаманні для ГНН. Вони мінімальні при легкій формі та різко виражені при тяжкій, при якій дуже швидко розвивається анурія. Тривалі протеїнурія, циліндрурія і гематурія у відновний період шоку звичайно свідчать про розвиток автоімунного гломерулонефриту.
- У біохімічному аналізі крові зміни відбуваються насамперед у вигляді гіпопротеїнемії за рахунок гіпоальбумінемії, яка пропорційна тяжкості і ще більшою мірою — тривалості шоку. Остання пов'язана з виходом альбумінів крові в тканинни через стінки кровоносних судин з наступним зниженням онкотичного тиску плазми крові та розвитком відносної гіпергамаглобулінемії. Пропорційно тяжкості шоку відбувається підвищення рівня креатиніну, сечовини, залишкового азоту, аміаку плазми крові, що відображає кореляцію з тяжкістю ГНН та з її стадією. Підвищення рівня білірубіну в крові, активності аланінамінотрансферази (АлАТ) відзначають рідко, зазвичай воно незначне і спостерігають таке або при тяжкій формі шоку, або при розвитку його імунних ускладнень. Частіше відзначають невелике підвищення активності аспартатамінотрансферази (АсАТ) в поєднанні з підвищенням активності креатинфосфокінази (КФК), лактатдегідрогенази (ЛДГ), що є наслідком ураження м'яза серця ішемічного чи алергійного характеру, а також пов'язують з погіршенням кровопостачання, гіпоксією тканин. У початковий період шоку може виникати транзиторна гіперглікемія. Часто відзначають гіперкаліємію, яка пояснюється цитолізом (порушенням мембрани) клітин органів-мішеней і приєднанням ГНН.
- Показники коагулограми мало інформативні, тому що розвиток синдрому дисемінованого внутрішньосудинного згортання (ДВЗ-синдрому) при анафілактичному шоці відбувається рідко. У початковий період шоку на показники коагулограми може впливати підвищення вмісту гепарину в крові, який знижується у відновний період.
- Показники кислотно-основного складу (КОС) крові змінюються пропорційно тяжкості шоку і характеризуються зниженням буферної ємності плазми крові, рН, гіпоксемією. Спочатку показники КОС відображають метаболічний і циркуляційний ацидоз, дихальну гіпоксію, до яких за тяжкого перебігу або при домінуванні бронхо-пульмонального синдрому приєднуються дихальний алкалоз і гіперкапнія.

### Інструментальні методи дослідження
Найпоказовішою є електрокардіограма (ЕКГ), зміни якої не завжди пропорційні тяжкості шоку і можуть відображати гостру ішемію міокарда, міокардит, електролітні порушення при ГНН. У 1-у добу шоку обов'язковий практично безперервний моніторинг, надалі — щоденний контроль ЕКГ для виключення розвитку інфаркту міокарда, міокардиту, які загрожують порушеннями ритму. У таких випадках необхідна й ехокардіоскопія (ультразвукове дослідження серця). Характерні специфічні зміни ЕКГ у хворих на анафілактичний шок не відзначають.

### Специфічна діагностика
Знаходиться в стадії наукових розробок і більшості лікувальних установ України недосяжна. Високоспецифічним і високочутливим методом ретроспективної діагностики є визначення специфічних IgE, що виявляють за допомогою шкірних тестів та/або імунолабораторних проб. Шкірне тестування залишається методом вибору у випадках розвитку анафілактичного шоку на отрути комах і пеніцилін (але не на цефалоспорини!). Присутність специфічних IgE підтверджують шляхом шкірного тестування з підозрюваним алергеном, яке починають з високих розведень. Але воно може бути застосоване лише для виявлення алергії негайного типу до справжніх алергенів, а не до гаптенів. Лише деякі лікарські препарати утворюють алергогенні комплекси з білками шкіри, полімеризуються в плазмі крові з утворенням молекул, які містять трохи антигенних детермінант, і тому можуть бути використані для шкірного тестування. Напрацьовані тест-системи для визначення специфічних IgE в крові хворих методом імуноферментного аналізу (ІФА). Таке визначення набагато безпечніше і менш трудомістке в порівнянні зі шкірним тестуванням, його використовують для ранньої діагностики анафілактичного шоку, але цей метод значно дорожчий.
Випадки шоку з переважанням лише мозкової симптоматики з летальним наслідком протягом кількох секунд або хвилин («блискавична мозкова смерть») не досяжні навіть високовартісній лабораторній діагностиці через швидкоплинність цього процесу. У подібних ситуаціях анафілактичний шок є таким діагнозом, що необхідно поставити винятково за клінічними даними.

## Лікування

### Загальні принципи
У лікуванні пацієнтів з анафілактичним шоком слід безумовно дотримуватися таких загальних правил:
- лікувальні та діагностичні заходи необхідно проводити ургентно (негайно), незалежно від профілю лікувальної установи;
- неприпустиме транспортування хворих до виведення із стану шоку, невідкладні заходи слід проводити на місці, однак потім, навіть при легкій формі, хворих слід спостерігати у відділенні реанімації;
- усі препарати необхідно вводити парентерально або інгаляційно для особливо обговорених (сальбутамол);
- слід дотримуватися суворої черговості надання невідкладної допомоги, але при цьому неприпустиме сліпе наслідування відомим схемам лікування, воно повинне бути виключно індивідуальним;
- необхідно враховувати вік хворих, преморбідний фон, тяжкість стану, характер лікування, яке проводили раніше.
- надання допомоги має бути проведено не одним медичним працівником, а декількома, адже дуже часто потрібно при цьому робити багато різних медичних дій, що неможливо зробити одній людині.

### Черговість невідкладних заходів і принципи інтенсивної терапії
Невідкладні заходи та інтенсивну терапію визначає ступінь шоку:
- слід припинити введення препарату, який міг спричинити шок, при цьому доступ до вени повинний бути збережений, якщо препарат вводився внутрішньовенно.
- необхідно максимально швидко оцінити ступінь прохідності дихальних шляхів, показники зовнішнього дихання і гемодинаміки. Іноді за життєвими показаннями необхідним є проведенні трахеостомії і переведення хворого на штучну вентиляцію легень (ШВЛ). При зупинці дихання і кровообігу (блискавичний анафілактичний шок) негайно починають серцево-легеневу реанімацію.
- хворого слід покласти горизонтально, підняти його нижні кінцівки, тепло вкрити, обкласти грілками і постійно давати кисень.

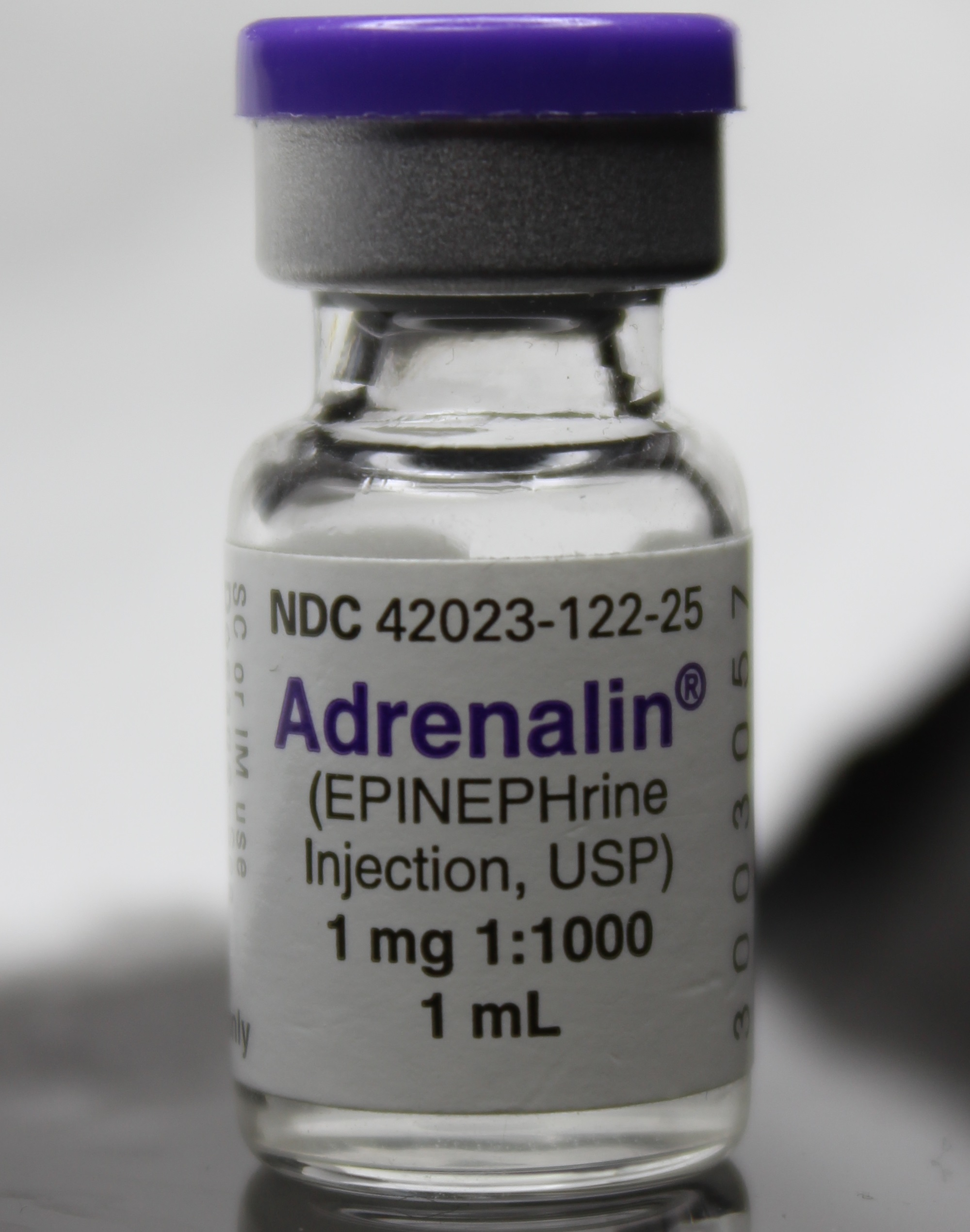
Адреналін (епінефрин) — один з головних препаратів для лікування анафілактичного шоку.

При проведенні невідкладних заходів щодо виведення з анафілактичного шоку необхідно враховувати розмаїття його клінічних варіантів, преморбідне тло, через які можлива заміна одних препаратів іншими, корекція доз залежно від індивідуальної чутливості. Однак загальні принципи і послідовність надання невідкладної допомоги при анафілактичному шоці повинні бути дотримані.

### Застосування адреноміметиків
Сутність введення адреноміметиків полягає в тому, що вони здатні:
- припинити або вповільнити потрапляння анафілактичного фактору з місця його первинної локалізації в системний кровоток;
- через спазм судин, які здійснюють за своїм механізмом дії адреноміметики, вони зменшують катастрофічно збільшену ємність кровоносного русла, дозволяючи привести у відповідність одне одному як ємність, так і зменшений об'єм циркулюючої плазми (ОЦП) крові.

Якщо анафілактогенний фактор вводили внутрішньом'язово або він потрапив до організму внаслідок укусу комах, слід обколоти місце ін'єкції чи укусу (за винятком голови, шиї, кистей і стоп) адреноміметиком — 0,3—0,4 мл 0,1 % розчину адреналіну гідрохлориду (епінефрину) і прикласти на це місце лід. У цьому ж випадку вище місця ін'єкції або укусу накладають джгут чи турнікет, послабляючи його на 1—2 хв кожні 10 хвилин.
Паралельно необхідно розвести 0,1—0,3 мл 0,1 % розчину адреналіну у 10 мл ізотонічного розчину натрію хлориду і вводити внутрішньовенно 5—10 хвилин. При необхідності додатково ввести 0,1—0,3 мл 0,1 % розчину адреналіну у 200—300 мл ізотонічного розчину натрію хлориду внутрішньовенно крапельно, іноді повторюючи введення кожні 10—15 хвилин, але не більше 3 разів, щоб загальна доза 0,1 % розчину адреналіну не перевищила 1 мл.
Якщо не вдається швидко отримати доступ до вени, слід негайно ввести в плече або стегно підшкірно 0,2—0,5 мл 0,1 % розчину адреналіну, при необхідності повторювати таке введення кожні 15—20 хвилин під контролем АТ, частоти пульсу. У ситуаціях, коли термінова венепункція неможлива, потрібно увести адреналін ендотрахеально.
За відсутності адреналіну можна внутрішньовенно ввести норадреналін (норепінефрин), розчинивши 4—8 мг препарату в 1000 мл 5 % розчину глюкози або ізотонічного розчину натрію хлориду, максимальна швидкість інфузії отриманого розчину 2 мл/хв в дорослих.
При неефективності терапії адреналіном і норадреналіном слід використовувати дофамін, 200 мг якого розчиняють у 500 мл 5 % розчину глюкози і вводять з початковою швидкістю 1—2 мг/хв.
Розчини «запасних» адреноміметиків для вливання необхідно терміново готувати паралельно проведенню первинної терапії, щоб будь-якої миті мати можливість замінити перший адреноміметик у випадку його неефективності.
Одночасно з веденням цих препаратів хворому потрібно дати зволожений кисень 5—10 л/хв за допомогою маски або носового катетера і підтримувати вільну прохідність дихальних шляхів. Слід пам'ятати, що до виведення із шоку транспортування хворих категорично протипоказане, необхідно не хворого транспортувати до апарату ШВЛ, а апарат — до хворого.

### Дії при збереженні артеріальної гіпотензії
При збереженні артеріальної гіпотензії (контролювати АТ кожні 3—5 хв) внутрішньовенно струменем з метою щонайшвидшого збільшення ОЦП вводять 250 мл 5 % розчину альбуміну або 300 мл нативної плазми крові, а потім 1000 мл підігрітих до температури тіла сольових розчинів («розчин Рінгера лактатний» чи «Трисоль» або «Ацесоль») і одночасно внутрішньовенно вводять гідрокортизон з розрахунку 7—10 мг/кг (500—700 мг), а потім 5 мг/кг внутрішньовенно, за необхідності — кожні 6 год. Можна призначати й інші глюкокортикостероїди з розрахунку до 5—10 мг/кг за преднізолоном, тривалість лікування при цьому не повинна перевищувати 2—3 діб. При розвитку набряку легенів, мозку препаратом вибору є дексаметазон у дозі 0,5—1 мг/кг на добу внутрішньовенно. При судомному синдромі, які супроводжується сильним збудженням, можливе введення внутрішньовенно різних протисудомних засобів.

### Подальші лікувальні дії
Характер розчинів, що вводять, залежить від тяжкості шоку. За тяжкого і блискавичного анафілактичного шоку після введення 200—400 мл нативної плазми або 250 мл 5 % розчину сироваткового альбуміну, потім спрямовують глюкозо-сольові розчини в кількості до 3000 мл/м2 на добу. Інфузію їх слід здійснювати через судинний катетер з максимальним діаметром. Швидкість введення повинна бути достатньої для підтримки систолічного АТ не нижче 100 мм рт. ст.
Якщо зберігається бронхоспазм (але при зменшенні тахікардії й артеріальної гіпотензії) внутрішньовенно вводять β2-адреностимулятори (гексопреналін) внутрішньовенно та/або інгаляційно (сальбутамол). Тільки за відсутності ефекту від них можливе введення еуфіліну (амінофілін) внутрішньовенно з розрахунку 4—6 мг/кг протягом 15—20 хв, звичайно 10 мл 2,4 % розчину еуфіліну на 10 мл ізотонічного розчину натрію хлориду. Далі, в залежності від тяжкості бронхоспазму й обструкції верхніх дихальних шляхів, еуфілін уводять зі швидкістю 0,2—1,2 мг/кг на годину або 4—5 мг/кг протягом 20—30 хвилин кожні 6 год.
Антигістамінні препарати вводять також внутрішньовенно. При збереженні артеріальної гіпотензії краще використовувати хлоропірамін (супрастин) 1 мл 2 % розчину або клемастин (тавегіл) 2 мл.

### Лікування після купірування основних проявів
Залежить від тяжкості анафілактичного шоку.
- При тяжкій формі продовжують внутрішньовенне введення рідин, кортикостероїдів, бронхолітиків, антигістамінних препаратів протягом 1—3 діб (у залежності від стану хворого). Необхідна профілактика або лікування гострої ниркової недостатності та інших ранніх ускладнень.
- При анафілактичному шоці середньої тяжкості лікування принципово не відрізняється від вищенаведеної терапії тяжкої форми, лише зазвичай не потрібні реанімаційні заходи (трахеостомія, інтубація, ШВЛ), доза кортикостероїдів менша (до 5 мг/кг преднізолону на добу), кількість розчинів, що вводяться внутрішньовенно, теж зазвичай менша (до 2000 мл на добу), рідше виникає необхідність повторно вводити адреналін і тим більше заміняти його на дофамін. Хворі повинні знаходитися у відділенні реанімації не менше 3 діб.
- При легкій формі шоку лікування відрізняється від терапії блискавичної і тяжкої форм часто можливістю ефективно впоратися з розвиненим патологічним станом підшкірним введенням адреналіну, внутрішньом'язовим — кортикостероїдів з меншою їхньою дозою (2,5 мг/кг у добу за преднізолоном), таким же введенням антигістамінних препаратів, застосуванням бронхолітиків в інгаляціях. І все-таки після усунення основних симптомів шоку хворі повинні бути госпіталізовані у відділення інтенсивної терапії або реанімації щонайменше на добу через можливість рецидиву, іноді й більш тяжкого.

### Анафілактичний шок: аптечка
Оснащення для виконання протоколу невідкладної допомоги за анафілактичного шоку в медзакладі:
- зона антисептики рук або мобільний антисептик
- засоби індивідуального захисту — разова або багаторазова медична маска, захисні окуляри, захисний екран, водонепроникний фартух
- засоби догляду за пацієнтом — тонометр, фонендоскоп, централізована система подачі кисню, пульсоксиметр, гумовий джгут, гумова подушечка, пелюшка, клейона медична
- медичне обладнання — кушетка медична, ліжко функціональне
- аптечка невідкладної медичної допомоги
- стерильні медичні вироби — ватні кульки, марлева серветка, ниркоподібний лоток, пінцет, медичні гумові рукавички
- умовно стерильні марлеві серветки
- 70%-вий етиловий спирт
- ємкість «Для використаного матеріалу»
- підписані професійні ємкості з кришками із дезінфекційним розчином заданої концентрації («Для дезінфекції засобів індивідуального захисту», «Для дезінфекції медичних виробів», «Для дезінфекції медичного обладнання») або дезінфектант миттєвої дії
- розпорядження Держалікслужби
- листок лікарських призначень, ручка[джерело?]

## Профілактика
Заходи щодо профілактики анафілактичного шоку аналогічні відповідним діям з попередження алергійних реакцій негайного типу. Основні принципи наступні:
- необхідне ретельне збирання алергологічного анамнезу перед призначенням будь-якого лікувального або діагностичного препарату, особливо внутрішньовенно, тому що виявлення алергогенного препарату часто може бути засноване винятково на ретельно зібраному анамнезі;
- усі випадки алергії на препарати слід ретельно документувати, доступ до такої документації повинен бути максимально швидким (відомості про випадки тяжких алергійних реакцій заносять у спеціальний документ, що постійно має бути у пацієнта);
- за наявності алергійних реакцій в анамнезі на препарат його призначають лише за життєвими показаннями і при неможливості замінити іншим, при цьому проводять шкірне тестування або визначають специфічні IgE (наприклад, до пеніциліну) в сироватці крові для остаточного вирішення питання про можливість призначення препарату;
- ступінь ризику розвитку серйозних побічних явищ після введення сироваток та імуноглобулінів тваринного походження не повинна перевищувати ступінь можливого позитивного ефекту — тому при деяких інфекціях (лептоспіроз, сибірка, тощо), де цей ефект достеменно не доведений, від уведення подібних препаратів слід утриматися;
- до постановки шкірних проб на чутливість до гетерогенного (чужорідного) білка, що передують уведенню сироваток чи імуноглобулінів, слід оцінити ступінь ризику розвитку шоку на ці проби, тому потрібно до цього ретельно зібрати алергологічний анамнез; постановку проб необхідно проводити лише в стаціонарі в присутності лікаря і за наявності засобів для надання невідкладної допомоги;
- за наявності позитивних шкірних проб і неможливості відмовитися від уведення лікарського засобу або замінити на інший, його слід вводити у відділенні реанімації або інтенсивної терапії після попередньої гіпосенсибілізації та введення глюкокортикоїдів, антигістамінних препаратів, за наявності внутрішньовенного катетера, апарату для ШВЛ тощо, за життєвими показаннями — навіть під наркозом;
- перед уведенням деяких високоалергогенних препаратів (рентгеноконтрастні речовини, протаміну сульфат) за життєвими показаннями при наявності алергії на них в анамнезі або в сенсибілізованих хворих необхідне превентивне лікувальння глюкокортикостероїдами й антигістамінними засобами;
- не слід взагалі захоплюватися одночасним призначенням великої кількості ліків, внутрішньовенне чи внутрішньом'язове їхнє введення слід здійснювати лише за суворими показаннями, особливо у хворих з медикаментозною алергією в анамнезі;
- неприпустиме призначення препаратів, що мають подібну хімічну структуру до тих, які раніше спричинили шок (цефалоспорини після шоку на пеніцилін) або які можуть дати перехресну реакцію (сульфаніламіди після шоку на новокаїн).

Особи, які страждають на алергійні захворювання, повинні залишатися не менше однієї години в медичній установі після парентерального введення лікувального або діагностичного препарату, особливо після введення сироваток, імуноглобулінів, вакцин, антибіотиків, рентгенконтрасних препаратів. Не можна транспортувати таких хворих в інший стаціонар негайно після введення цих засобів.
Хворі, які перенесли анафілактичний шок, зобов'язані мати при собі спеціальний документ (медичну картку) з указанням препарату, що його спричинив, часу і тяжкості розвитку шоку, інших препаратів, на які відзначали алергійні реакції (в багатьох країнах світу таким хворим надають особливі набори для надання невідкладної допомоги). Таким пацієнтам усі препарати слід призначати лише за суворими показаннями, при можливості — усередину, а не парентерально.
Хворих, у яких була точно встановлена причина анафілактичного шоку (наприклад, укус комахи, харчовий продукт або ліки), слід навчити запобіжним заходам у стосунках з факторами ризику.
Пацієнтів з медикаментозною алергією слід інформувати про всі препарати, які можуть давати перехресні алергійні реакції. Осіб, що приймають β-адреноблокатори або інгібітори ангіотензинперетворювального ферменту, необхідно інформувати про підвищений ризик розвитку в них тяжкого анафілактичного шоку на різні агенти.
У деяких країнах розвиненої медицини медичні працівники в школах та коледжах проводять спеціальні заняття з вчителями й обслуговчим персоналом з попередження і лікування анафілактичного шоку, а школярам із груп ризику видають особливі пам'ятки для особистого користування.
Зменшення підвищеної чутливості організму анафілактичного походження досягають переважно за допомогою методу специфічної десенсибілізації, що дозволяє запобігти анафілактичним явищам.